# Leo Pollmann
Leo Pollmann (* 3. Mai 1930 in Bocholt; † 19. Dezember 2009 in Stegen) war ein deutscher Romanist und Literaturwissenschaftler. Als ordentlicher Professor für Romanistik lehrte er in Berlin, Erlangen und Regensburg.

## Leben und Werk
Leo Pollmann wurde 1930 als Sohn von Bernhardine Pollmann, geborene Ueffing, und des Kaufmanns Bernhard Pollmann geboren. Nach dem Studium der Anglistik, der Klassischen Philologie und Romanistik in Münster, an der Sorbonne in Paris und an der Albert-Ludwigs-Universität Freiburg wurde er 1955 in Freiburg zum Dr. phil. promoviert bei Hugo Friedrich mit Der Tractatus „De Amore“ des Andreas Capellanus und seine Stellung in der Geschichte der Amortheorie und ging für zehn Jahre (1956 bis 1965) in den höheren Schuldienst, zuletzt als Studienrat am Goethe-Gymnasium Freiburg.
Er habilitierte sich 1965 in Freiburg über Die Liebe in der hochmittelalterlichen Literatur Frankreichs. Versuch einer historischen Phänomenologie. 1966 wurde er an die Technische Universität Berlin berufen, nahm als Ordinarius von da aus 1967 eine Gastprofessur in Valparaíso in Chile wahr, lehrte ab 1969 als Ordinarius für Romanistik an der Universität Erlangen ab von 1978 bis zu seiner Emeritierung 1998 an der Universität Regensburg.
Leo Pollmann war katholisch, ab 1953 mit Ruth Pollmann, geborene Herbstrith, verheiratet und hatte drei Kinder (Bernhard, Fatima und Klaus).

## Schriften (Auswahl)
als Autor
- Chrétien de Troyes und der Conte del Graal. Niemeyer, Tübingen 1965 (= Beihefte der Zeitschrift für romanische Philologie. Band 110).
- Trobarclus, Bibelexegese und hispano-arabische Literatur (= Forschungen zur romanischen Philologie. Band 16). Aschendorff, Münster 1965.
- Die Liebe in der hochmittelalterlichen Literatur Frankreichs. 1966; zugleich Habilitationsschrift 1965.
- Das Epos in den romanischen Literaturen. Verlust und Wandlungen (= Sprache und Literatur. Band 34). Kohlhammer, Stuttgart 1966.
- Sartre und Camus. Literatur der Existenz (= Sprache und Literatur. Band 40). 3. Auflage. Kohlhammer, Stuttgart 1976, ISBN 3-17-002817-0.
- Der Neue Roman in Frankreich und Lateinamerika (= Sprache und Literatur. Band 49). Kohlhammer, Stuttgart 1968.
- Aus der Werkstatt des Romans. Arithmetische Romanformeln (= Lebendiges Wissen). Kohlhammer, Stuttgart 1969.
- Der französische Roman im 20. Jahrhundert. Entwurf einer Geschichte des mythischen Selbstverständnisses unserer Zeit (= Sprache und Literatur. Band 63). Kohlhammer, Stuttgart 1970.
- Literaturwissenschaft und Methode. 2 Bände. 2. Auflage. VG Athenaion, Frankfurt am Main 1971.

1. Theoretischer Teil und methodengeschichtlicher Überblick. 1971.
2. Gegenwartsbezogener systematisch-kritischer Teil. 1971.

- Geschichte der französischen Literatur. Eine Bewußtseinsgeschichte. 3 Bände. VG Athenaion, Frankfurt am Main 1974–1978.

1. Feudalzeitalter. Von den Anfängen bis 1460. 1974, ISBN 3-7610-1933-5.
2. Zeitalter der absoluten Monarchie. Von 1460–1685. 1975, ISBN 3-7997-0617-8.
3. Zeitalter des Bürgertums. Von 1685–1879. 1978, ISBN 3-7997-0618-6.

- Geschichte des lateinamerikanischen Romans. 2 Bände. E. Schmidt-Verlag, Berlin 1982–1984.

1. Die literarische Selbstentdeckung. 1810–1929 (= Grundlagen der Romanistik. Band 11). 1982, ISBN 3-503-01662-7.
2. Die literarische Selbstverwirklichung. 1930–1979 (= Grundlagen der Romanistik. Band 14). 1984, ISBN 3-503-01695-3.

- Geschichte der französischen Literatur der Gegenwart (1880–1980). Wissenschaftliche Buchgemeinschaft, Darmstadt 1984, ISBN 3-534-09199-X.
- Argentinische Lyrik im lateinamerikanischen Kontext. Der Fall Roberto Juarroz. Mit einer deutsch-spanischen Anthologie. Winter, Heidelberg 1987, ISBN 3-533-03897-1.
- Spanische Literatur zwischen Orient und Okzident. Francke, Tübingen 1996, ISBN 3-7720-2170-0.
- La separación de los estilos. Para una historia de la conciencia literaria argentina (= Teoría y crítica de la cultura y literatura. Band 13). Vervuert, Frankfurt am Main 1998, ISBN 3-89354-213-2.
- Sternstunden weiblichen Schreibens. Auflösen und Bergen. Peter Lang Verlag, Frankfurt am Main 2008, ISBN 978-3-631-58309-8.
- Was steht wirklich im Koran? 2. Auflage. Wissenschaftliche Buchgemeinschaft, Darmstadt 2009, ISBN 978-3-534-25636-5.

als Übersetzer
- Claude Tresmontant: Les Idées maîtresses de la métaphysique chrétienne. Éditions du Seuil, Paris 1962.
  - Die Vernunft des Glaubens. Die Herausforderung der Metaphysik durch die kirchliche Lehrverkündigung. Patmos-Verlag, Düsseldorf 1964.
- Marguerite-Marie Dubois: Générations en conflit. Éditions du Chaltet, Lyon 1963.
  - Die Brücke des Verstehens. Das Generationenproblem in der Familie. Seelsorge-Verlag, Freiburg im Breisgau 1964.